# فرناندو فيانا
فرناندو فيانا (بالبرتغالية: Fernando Viana‏) مواليد 20 فبراير 1992، هو لاعب كرة قدم برازيلي لعب سابقاً في نادي الظفرة الإماراتي .

## روابط خارجية
- فرناندو فيانا على موقع قاعدة بيانات كرة القدم.إي يو (الإنجليزية)
- فرناندو فيانا على موقع Soccerway.com (الإنجليزية)
- فرناندو فيانا على موقع عالم كرة القدم.نت (الإنجليزية)